# Aaadonta
Genre
Aaadonta est un genre de mollusques gastéropodes terrestres de la famille des Endodontidae.

## Liste des espèces
Selon GBIF (22 septembre 2023) :
- Aaadonta angaurana Solem, 1976
- Aaadonta constricta (C.Semper, 1874)
- Aaadonta fuscozonata (R.H.Beddome, 1889)
- Aaadonta irregularis (C.Semper, 1874)
- Aaadonta kinlochi Solem, 1976
- Aaadonta pelewana Solem, 1976

## Systématique
Le nom valide complet (avec auteur) de ce taxon est Aaadonta Solem (d), 1976.

## Publication originale
- (en) Alan Solem, Endodontoid land snails from Pacific Islands (Mollusca : Pulmonata : Sigmurethra). Part I, Family Endodontidae, Chicago, Field Museum of Natural History, 1976, 540 p. (OCLC 30717826, DOI 10.5962/BHL.TITLE.2554, lire en ligne).